# Mamma + mamma
Mamma + mamma è un film del 2018 diretto da Karole Di Tommaso.

## Trama
Karole e Ali sono una coppia di due ragazze che si amano e che hanno un forte desiderio di maternità.
Il primo tentativo è ricco di entusiasmo seguito da molte vicissitudini.
Quando il loro desiderio diventa sempre più forte del dolore e della fatica scopriranno che i miracoli possono accadere.

## Distribuzione
Il film stato presentato nella sezione "Panorama Italia" alla Festa del Cinema di Roma 2018 ed è stato distribuito nelle sale cinematografiche italiane a partire dal 14 febbraio 2019.